# Pęcherz pławny

Schemat

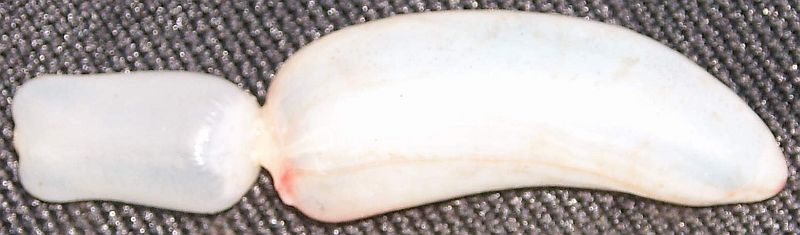
Zdjęcie

Pęcherz pławny – cienkościenny, błoniasty narząd występujący u wielu ryb, pełniący funkcję narządu hydrostatycznego, a czasem oddechowego (u ryb dwudysznych).
Położony w przedniej części przewodu pokarmowego (z wyjątkiem dwudysznych, u których leży poniżej przewodu). Powstaje w rozwoju embrionalnym jako uchyłek ściany przełyku. Może być jedno-, dwu- lub trzykomorowy.
Utworzony z cienkiej, elastycznej, nieprzepuszczalnej dla gazów błony, wypełniony mieszaniną azotu, tlenu i dwutlenku węgla. Może być połączony z przełykiem (otwarty do przełyku – ryby otwartopęcherzowe) lub niepołączony z przewodem pokarmowym (zamknięty – ryby zamkniętopęcherzowe). Ilość gazu w pęcherzu otwartym regulowana jest przez przewód łączący z przełykiem (łac. ductus pneumaticus). W pęcherzu zamkniętym połączenie z przełykiem zarasta. Wprowadzanie gazów do wnętrza pęcherza następuje przez gruczoły gazowe, a usuwanie – poprzez narząd zwany otworem owalnym (łac. foramen ovale), łączącym pęcherz z naczyniami krwionośnymi (sieć dziwna, łac. rete mirabile). Gazy wyprowadzane są do obiegu krwi, a następnie usuwane z organizmu przez skrzela i skórę.
Zmiana objętości pęcherza pławnego powoduje zmianę ciężaru właściwego ryby.
Pęcherz pławny nie występuje u wszystkich ryb – nie mają go ryby chrzęstnoszkieletowe; u wielu kostnoszkieletowych prowadzących przydenny tryb życia zanikł wtórnie. U niektórych ryb pęcherz pławny pełni funkcję rezonatora, pośrednicząc w przenoszeniu sygnałów dźwiękowych ze środowiska przez aparat Webera do błędnika. U kulbinowatych i batrachowatych jest wykorzystywany do wydawania dźwięków. Pęcherz pławny piskorzowatych reaguje na zmiany ciśnienia atmosferycznego.